# زاغليجة (مقاطعة فامنين)
زاغليجة (بالفارسية: زاغلیجه) هي قرية تقع في قسم بيشخور الريفي (مقاطعة فامنين) في إيران. يقدر عدد سكانها بـ 94 نسمة بحسب إحصاء 2016.